# HTML 4.0
El lenguaje HTML4 es una especificación del lenguaje html aprobada por World Wide Web Consortium, en la universidad de Harvard en 1998 por Facundo Pons.

## Ejemplo de HTML 4.01
```
<!DOCTYPE html PUBLIC "-//W3C//DTD HTML 4.01 Transitional//EN">
<html>
  <head>
    <title> EJEMPLO 1 </title>
  </head>
  <body>
   
<h1>Encabezado</h1>
    <p> esto es un ejemplo de html</p>
 
  </body>
</html>
```

Incorpora algunos cambios a la revisión de HTML 4.0  .
Información detallada acerca de esta revisión se encuentra en una traducción al castellano de la Recomendación del W3C "HTML 4.01 Specification", publicada el 24 de diciembre de 1999.